# Cléry-le-Petit
Cléry-le-Petit is een gemeente in het Franse departement Meuse (regio Grand Est) en telt 210 inwoners (2004).
De plaats maakt deel uit van het kanton Stenay in het arrondissement Verdun. Tot 1 januari 2015 was het deel van het kanton Dun-sur-Meuse, dat op die dag werd opgeheven.

## Geografie
De oppervlakte van Cléry-le-Petit bedraagt 4,6 km², de bevolkingsdichtheid is 45,7 inwoners per km². De plaats ligt aan de rivier de Maas.
De onderstaande kaart toont de ligging van Cléry-le-Petit met de belangrijkste infrastructuur en aangrenzende gemeenten.

## Demografie
Onderstaande figuur toont het verloop van het inwonertal (bron: INSEE-tellingen).